# Unge Forskere
Unge Forskere er en dansk konkurrence for børn og unge fra folkeskolen til gymnasialt niveau. Konkurrencen afholdes årligt og er  organisatorisk en del af Astra. Programleder Katrine Bruhn Holck har ansvaret for den daglige drift af konkurrencen, professor Anja C. Andersen har været forperson siden 2021 og H.K.H. Prins Joachim er protektor for Unge Forskere.

## Konkurrencen
Unge Forskere er inddelt i to hovedkategorier, Unge Forskere Junior (for folkeskoleelever) og Unge Forskere Senior (for gymnasieelever) foruden tegnekonkurrencen "Min Vildeste Idé". 
Projekterne indsendes til Unge Forskere og bedømmes af en bredt sammensat fagjury udpeget af Unge Forskere. I den kvalificerende runde indsender deltagere en projektrapport, en projektbeskrivelse samt en videopitch. De 200 bedste projekter udvælges til at deltage i en regionalt opdelt semifinale, der afholdes på lokale gymnasier. Her præsenterer deltagerne deres projekter mundtlig for en række jurymedlemmer med udgangspunkt i en projektstand og en poster. Herfra bliver de 100 bedste projekter valgt til at få videre til Unge Forskere Finalen, som forløber på lignende vis med semifinalerne. Til finalen præmieres de bedste projekter i hver kategori med podiepræmier fra 1. til 4.-pladser (dog omfordeles podiepræmier ofte mellem kategorierne for at opnå en lige fordeling af præmierede projekter i hver kategori). 

## Historie
Konkurrencen Unge Forskere blev arrangeret for første gang i 1989 med Jyllands-Posten som hovedsponsor under navnet JP-forsker af videnskabsjournalist Ryan Holm og professor Thor A. Bak. Dette var som videreførelse af "Philips Europæiske Konkurrence" og Familie Journalens konkurrence "Fysikernålen". Philips Europæiske Konkurrence var forløberen til EU Contest for Young Scientists (en) (EUCYS) og forløb fra 1968 til 1988 med nationale konkurrencer som kvalifikationer. I 1989 overgik konkurrencen fra Philips til Den Europæiske Union under Jacques Delors' formandskab, og den kun ét år gamle konkurrence blev afholdt i København i 1990. Ved nedlukningen af Philips konkurrence henvendte Forskningsministeriet og Undervisningsministeriet sig til Selskabet for Naturlærens Udbredelse (SNU) for at videreføre konkurrencen. SNU var tæt på at overtage konkurrencen, men Jyllands-Posten meldte sig som hovedsponsor og mediepartner.
Jyllands-Posten trak sig fra konkurrencen i 1997. SNU var igen tæt på at overtage konkurrencen, men manglede finansieringen. Ugemagasinet Ingeniøren meldte sig som hovedsponser. Ingeniøren overtager JP-forsker konkurrencen, hvor den får sit nuværende navn: Unge Forskere. Ingeniørens mål var at moderniserer konkurrencen og ugemagasinet trak på sine kontakter i ingeniørverdenen for at forbedre afholdelsen af konkurrencen.
I 2002 trak Ingeniøren sig fra konkurrencen og Jørgen Mads Clausen fra Danfoss blev formand for konkurrencen med Peter Mose Larsen som næstformand. Her blev konkurrencen også inddelt i dens to hovedkategorier, Unge Forskere Junior og Unge Forskere senior (dengang "Natur & Teknik" og "Opfindere") samt tegnekonkurrencen "Min Vildeste Idé". I 2008 lykkes det sammen med Ryan Holm at få den europæiske finale, EU Constest for Young Scientists (EUCYS) til København. I 2008 åbnede Unge Forskere for offentligheden til et åbent hus arrangement på Aarhus Rådhus.
I 2009 blev administrationen af Unge Forskere lagt ind under Dansk Naturvidenskabsformidling, der ved fusionering med NTS-centeret i 2014 blev til Astra, hvor den daglige ledelse nu har til huse med kontor i København. I 2014 flytter finalen i Unge Forskere ind i Forum under navnet "Science i Forum". I 2016 og 2017 topper besøgsantallet til åbent hus med over 9.000 gæster. I 2019 flyttes finalen ud til Bella Centeret under navnet Science EXPO. Under coronanedlukningerne i 2020 og 2021 afholdes finalen virtuelt. I 2022 afholdes Science EXPO igen, nu med venue i Øksnehallen. I 2024 flyttes Science EXPO tilbage til Forum og i 2025 flytter finalen til Aarhus Kongrescenter og navnet ændres til blot "Finalen i Unge Forskere".

## Vindere af Unge Forskere Senior
Vindere fra Unge Forskere Senior er arkiveret siden 2014. Unge Forskere Senior var fra indtil 2024 inddelt i tre kategorier: Phyiscal Science, Life Science og Technology. I 2025 blev Life Science–kategorien delt i Health Science og Environmental and Biological Sciences.

### 2024

#### Physical Science
| Præmiering | Deltager(e)              | Projekttitel                                                                                  | Skole                      | Rejsepræmier |
| ---------- | ------------------------ | --------------------------------------------------------------------------------------------- | -------------------------- | ------------ |
| 1. præmie  | Theodor Sivager          | Dråbens lyd                                                                                   | HTX Roskilde               | EUCYS        |
| 2. præmie  | Halfdan Paludan Feldthus | Kryptering og kvantecomputeren: Implementering af Shors algoritme                             | Vordingborg Gymnasium & HF | ISTF         |
| 3. præmie  | Laurits Kromann Larsen   | Kvantitativ analyse af losslandskabet i sigmoid -, ReLU- og leaky-ReLU- aktiveringsfunktioner | Svendborg Gymnasium        |              |

#### Life Science
| Præmiering               | Deltager(e)                                                       | Projekttitel                                           | Skole                           | Rejsepræmier |
| ------------------------ | ----------------------------------------------------------------- | ------------------------------------------------------ | ------------------------------- | ------------ |
| 1. præmie, samlet vinder | Ridhima Pal                                                       | BMI                                                    | Copenhagen International School | EUCYS, ISEF  |
| 2. præmie                | Jakub Šmejkal og Hana Tomášeková                                  | Giving wastewater a second chance                      | Ikast-Brande Gymnasium          |              |
| 3. præmie                | Ebba Kold-Petersen, Anna Sloth Korstgård og Emil Bastholm Blicher | Tang som gødning                                       | Egå Gymnasium                   |              |
| 3. præmie                | Elisabeth Bezerra Nielsen                                         | Musik som erstatning for ADHD-medicin                  | Thisted Gymnasium, STX og HF    |              |
| 4. præmie                | Malou Riber, Mai Christine Quistgaard og Nicolai Bundgaard        | Nikotinposers påvirkning på naturen og dets organismer | Egå Gymnasium                   |              |

#### Technology
| Præmiering | Deltager(e)                                                                 | Projekttitel                                                                | Skole                     | Rejsepræmier |
| ---------- | --------------------------------------------------------------------------- | --------------------------------------------------------------------------- | ------------------------- | ------------ |
| 1. præmie  | Sille Porsborg Christensen, Sabine Færge og Niels Weise Havshøi             | ProAstma: Probiotisk kosttilskud med bakterier målrettet personer med astma | Slotshaven Gymnasium      | Mostratec    |
| 2. præmie  | Felix Holst Lade, Asta Nees Lamberg og Ludvig Jelsing Krarup                | Bevidst om ADHD                                                             | Odense Tekniske Gymnasium |              |
| 3. præmie  | Freja Vestergaard, Camille Sofie Hegelund Skytte og Laurits Bjerg Eskildsen | ComfortCare Innovations                                                     | Odense Tekniske Gymnasium |              |
| 4. præmie  | Andrea Maya Juulager, Anna Sofia Nelleborg Knudsen og Magne Øberg           | ZenZone                                                                     | Odense Tekniske Gymnasium |              |

### 2023

#### Physical Science
| Præmiering | Deltager(e)                | Projekttitel                                                     | Skole                           | Rejsepræmier |
| ---------- | -------------------------- | ---------------------------------------------------------------- | ------------------------------- | ------------ |
| 1. præmie  | Alexandra Cotiga           | Aquadynamisk skibsmaling                                         | Bagsværd Kostskole og Gymnasium | ISEF         |
| 2. præmie  | Oliver Luscombe Nørregaard | Kvantedynamisk undersøgelse, analyse og teori                    | Copenhagen International School | LIYSF        |
| 3. præmie  | Matias Fournais-Sanchez    | Ferromagnetiske væsker og deres evne som industrielt smøremiddel | Virum Gymnasium                 |              |

#### Life Science
| Præmiering               | Deltager(e)                  | Projekttitel                                                | Skole                             | Rejsepræmier |
| ------------------------ | ---------------------------- | ----------------------------------------------------------- | --------------------------------- | ------------ |
| 1. præmie, samlet vinder | Nanna Elizabeth Rosa Kalmar  | Let there be (optimal) light                                | Egå Gymnasium                     | ISEF, EUCYS  |
| 2. præmie                | Philip Fischer von Staffeldt | Hvordan kan nye antibiotika findes?                         | H.C. Ørsted Gymnasiet, Lyngby     | Mostratec    |
| 3. præmie                | Dmytro Zatvornytskyi         | Undersøgelse af usædvanlige antiseptikeres effektivitet     | U/NORD Hillerød Teknisk Gymnasium |              |
| 3. præmie                | Malene Faseth                | Fremtidens nye spinatplante med CO2 fikserende superkræfter | Randers Statsskole                |              |
| 4. præmie                | Anne Jepsen, Luna Gertz      | Alternativ til vejsalt                                      | Egå Gymnasium                     |              |
| 4. præmie                | Daniel Damsbo                | Opvarmning og præstation                                    | Vejle Tekniske Gymnasium          |              |

#### Technology
| Præmiering | Deltager(e)                                                                 | Projekttitel                                                           | Skole                     | Rejsepræmier |
| ---------- | --------------------------------------------------------------------------- | ---------------------------------------------------------------------- | ------------------------- | ------------ |
| 1. præmie  | Martin Stengaard Sørensen                                                   | Regenerativ køling af små raketmotorer med forblandet fremdriftsmiddel | Odense Tekniske Gymnasium | EUCYS        |
| 2. præmie  | Josefine Amalie Larsen, Mads Birger Christensen og Silas Samson Zachariasen | PalmArtrit                                                             | Odense Tekniske Gymnasium |              |
| 3. præmie  | Jakob Lange, Kasper Runge Larsen og Christian Lykke Nadolny                 | Komplastix                                                             | Odense Tekniske Gymnasium |              |

### 2022

#### Physical Science
| Præmiering | Deltager(e)                                 | Projekttitel                               | Skole                                | Rejsepræmier |
| ---------- | ------------------------------------------- | ------------------------------------------ | ------------------------------------ | ------------ |
| 1. præmie  | Emma Weiss Nielsen                          | Om snefnugs aerodynamiske forhold          | Gymnasiet HTX Lillebælt              | ISEF         |
| 2. præmie  | Theodor Anton Sivager og Anders Lendal Holm | Liquid Damping                             | HTX Roskilde                         | ISEF         |
| 3. præmie  | Thomas Helboe Poulsen                       | Forudsigelse af Dobbeltpendulets Bevægelse | Hillerød Tekniske Gymnasium - U/NORD |              |

#### Life Science
| Præmiering               | Deltager(e)                                                | Projekttitel                                                                 | Skole                           | Rejsepræmier |
| ------------------------ | ---------------------------------------------------------- | ---------------------------------------------------------------------------- | ------------------------------- | ------------ |
| 1. præmie, samlet vinder | Konrad Basse Fisker                                        | Integration af Dsup i Nannochloropsis Oceanica                               | Roskilde Katedralskole          | EUCYS        |
| 2. præmie                | Sebastian Rasmussen                                        | Tidligere diagnosticering af kræft i bugspytkirtlen med biomarkører i blodet | Bagsværd Kostskole og Gymnasium |              |
| 3. præmie                | Emilie Kruse Lytken, Aseniya Toneva og Johanne Kristiansen | Optimering af D-vitamin i fødevarer ved hjælp af UV-bestråling               | Bjerringbro Gymnasium           |              |
| 4. præmie                | Kirsten Jensen og Anna Sofie Kloster Nørgaard              | Chiliens hemmeligheder                                                       | Thisted Gymnasium, STX og HF    |              |

#### Technology
| Præmiering | Deltager(e)                                            | Projekttitel                                          | Skole                           | Rejsepræmier |
| ---------- | ------------------------------------------------------ | ----------------------------------------------------- | ------------------------------- | ------------ |
| 1. præmie  | Bertram Madsen                                         | OSINTer                                               | Bagsværd Kostskole og Gymnasium | ISEF         |
| 2. præmie  | Rikke Christensen, Natasia Mikkelsen og Noah Nygård    | SipSafe                                               | Odense Tekniske Gymnasium       | Mostratec    |
| 3. præmie  | Samuel Neil Baird og Ida Thøgersen                     | Limonen fra appelsinskaller som erstatning for råolie | Thisted Gymnasium, STX og HF    |              |
| 4. præmie  | Karoline Krogh, Clara Kingo Kirchhoff og Wilbur Farmer | Re-Plastaway                                          | Odense Tekniske Gymnasium       |              |

### 2021

#### Physical Science
| Præmiering               | Deltager(e)                 | Projekttitel                                                    | Skole                       | Rejsepræmier |
| ------------------------ | --------------------------- | --------------------------------------------------------------- | --------------------------- | ------------ |
| 1. præmie, samlet vinder | Victor Boesen Gandløse      | Observation af brint i Mælkevejen                               | NEXT Sukkertoppen Gymnasium | EUCYS, ISEF  |
| 2. præmie                | Degania Laura Skovsted Feig | Vands tilstandsformer i skyer repræsenteret i klimamodeller     | Egaa Gymnasium              |              |
| 3. præmie                | Ellen Kjærgaard             | Nedbrydelse af 1,1,2,2-Tetrafluoroethylmethylether i atmosfæren | NEXT Sukkertoppen Gymnasium |              |

#### Life Science
| Præmiering | Deltager(e)                                                            | Projekttitel                                                                                 | Skole                                | Rejsepræmier           |
| ---------- | ---------------------------------------------------------------------- | -------------------------------------------------------------------------------------------- | ------------------------------------ | ---------------------- |
| 1. præmie  | Nanna Elizabeth Rosa Kalmar                                            | Lydfrekvensers påvirkning på bakteriers vækst - et nyt perspektiv på et nyt forskningsområde | Egaa Gymnasium                       | ISEF                   |
| 2. præmie  | Sille Fabricius Skovgaard                                              | Ny metode til at bekæmpe antibiotikaresistens                                                | Hillerød Tekniske Gymnasium - U/NORD | Young Scientist Norway |
| 3. præmie  | Maria Holmgaard Iversen, Mille Fischer Mahnecke og Olivia Lovring      | Komposterbare mundbind                                                                       | Egaa Gymnasium                       |                        |
| 4. præmie  | Theresa Almind, Monica Kiatsuranon Olsen og Markus Jonas Lund Pedersen | A Surveillance system of Porcine Viral Diseases with Focus on Swine Influenza                | Ikast-Brande Gymnasium               |                        |

#### Technology
| Præmiering | Deltager(e)                                            | Projekttitel                                    | Skole                          | Rejsepræmier |
| ---------- | ------------------------------------------------------ | ----------------------------------------------- | ------------------------------ | ------------ |
| 1. præmie  | Thorbjørn Clausen, Asger Ren Nordbjerg og Filip Osmark | Lydgenkendelse af fejl i automatisk pipettering | H. C. Ørsted Gymnasiet, Lyngby | EUCYS        |
| 2. præmie  | Freja Alstrup Andersen                                 | Optimeret biomekanisk energy harvester          | Vinding Skole                  | ISEF         |
| 3. præmie  | Nikolai Leerberg, Ida Ravn og Cecilie Degnbol          | Clean Greens                                    | Odense Tekniske Gymnasium      |              |
| 3. præmie  | Andrea Wiborg Rasmussen og Sarah Thorenfeldt Nielsen   | /SLASH/                                         | Odense Tekniske Gymnasium      |              |
| 4. præmie  | Martin Stengaard Sørensen                              | Drone system til analyse af afgrøder            | Odense Tekniske Gymnasium      |              |

### 2020

#### Physical Science
| Præmiering               | Deltager(e)               | Projekttitel                                                                                | Skole                       | Rejsepræmier            |
| ------------------------ | ------------------------- | ------------------------------------------------------------------------------------------- | --------------------------- | ----------------------- |
| 1. præmie, samlet vinder | William Bille Meyling     | Universel autonom graf-baseret billedsegmentering med næsten lineær gennemsnitskompleksitet | NEXT Sukkertoppen Gymnasium | EUCYS, BYSCC            |
| 2. præmie                | Rasmus Vesterager Gothelf | Parallelle 3d "braner" som model for mørkt stof halos                                       | Risskov Gymnasium           | Young Scientists Norway |
| 3. præmie                | Elvin Chen                | Numerisk modellering af solsystemet                                                         | Odense Tekniske Gymnasium   |                         |

#### Life Science
| Præmiering | Deltager(e)                                     | Projekttitel | Skole                           | Rejsepræmier |
| ---------- | ----------------------------------------------- | --- | ------------------------------- | ------------ |
| 1. præmie  | Josefine Wivel Vartiainen                       | Intelligent plaster - Automatisering af medicinhåndtering under anfald hos panikangstlidende                         | H. C. Ørsted Gymnasiet, Lyngby  | EUCYS, BYSCC |
| 2. præmie  | Josefine Kyndi og Anders Falborg Hornshøj       | Radioaktiv mærkning af pembrolizumab med Zr-89                                                                       | Risskov Gymnasium               | CAST         |
| 3. præmie  | Asger Dalgaard Bak og Philip Kierstein Kjærside | Angreb af kræftceller via knockout af POLR2A medieret af Cas9 leveret med lentiviral vektor målrettet mod Tn-antigen | Svendborg Tekniske Gymnasium    |              |
| 3. præmie  | Sebastian Lohmann Rasmussen                     | Fedtstoffer i blodet som biomarkører til Alzheimers                                                                  | Bagsværd Kostskole og Gymnasium | ISEF         |
| 4. præmie  | Maria Kaagaard Dahl Laursen                     | En mulig løsning på smertefuld eller fejlagtig injektion af insulin som følge af arvæv, lipohypertrofi og blodkar    | Randers Statsskole              |              |

#### Technology
| Præmiering | Deltager(e)                                                                       | Projekttitel                                | Skole                                 | Rejsepræmier  |
| ---------- | --------------------------------------------------------------------------------- | ------------------------------------------- | ------------------------------------- | ------------- |
| 1. præmie  | Markus Valdemar Grønkjær Jensen, Adian Khair Øllegaard og Nicolai Emil Damm       | Den selvsorterende skraldespand             | Egaa Gymnasium                        | CASTIC, EUCYS |
| 2. præmie  | Yasmin El Youssef og Hannah Panton                                                | Udvinding af beta-carotene fra gulerodspulp | Teknisk Gymnasium Lolland-Falster     | Mostratec     |
| 3. præmie  | Nanna Frølich Christensen                                                         | PantLet                                     | Egaa Gymnasium                        | ISEF          |
| 4. præmie  | Cecilie Weinreich Krogbeck, Viktor Virgil Dahl Aimelet og Cecilia Borggaard Breum | Gletsjermel - en ny guldmine i Grønland     | Nordsjællands Grundskole og Gymnasium |               |

### 2019

#### Physical Science
| Præmiering               | Deltager(e)                   | Projekttitel                                         | Skole                     | Rejsepræmier |
| ------------------------ | ----------------------------- | ---------------------------------------------------- | ------------------------- | ------------ |
| 1. præmie, samlet vinder | Nikolai Tiedemann             | Den perfekte Europa-jolle-sejler                     | Egå Gymnasium             | EUCYS        |
| 2. præmie                | David Nørgaard Essenbæk       | Computerkemi til optimering af solenergibatteri      | Egå Gymnasium             | CAST         |
| 3. præmie                | Marius Vendelbo Bjørnbak Brix | Superledning - udødelig strøm og flyvende magneter   | Rønde Gymnasium           | CAST         |
| 4. præmie                | Elvin Chen                    | Genetisk optimering af todimensionelle vingeprofiler | Odense Tekniske Gymnasium |              |

#### Life Science
| Præmiering | Deltager(e)                | Projekttitel                                                   | Skole             | Rejsepræmier |
| ---------- | -------------------------- | -------------------------------------------------------------- | ----------------- | ------------ |
| 1. præmie  | Signe Søndergaard Høgh     | Bakteriel overlevelse                                          | Egå Gymnasium     | ISEF         |
| 2. præmie  | Emma Paydari               | MRSA og antimikrobielle peptider                               | Egå Gymnasium     | CAST         |
| 3. præmie  | Thea Holm Graversen        | Musikterapi og demens                                          | Risskov Gymnasium | BAST         |
| 3. præmie  | Ida Marie Hemdorff Eriksen | Mutationer i bælgplanter                                       | Egå Gymnasium     | ISEF         |
| 4. præmie  | Klaes Vincent Lenbroch     | Den forunderlige natur bag svampen Ophiocordyceps unilateralis | Egå Gymnasium     |              |

#### Technology
| Præmiering | Deltager(e)                                                     | Projekttitel                                                                                               | Skole                             | Rejsepræmier            |
| ---------- | --------------------------------------------------------------- | --- | --------------------------------- | ----------------------- |
| 1. præmie  | Magnus Quaade Oddershede                                        | Vingespidsers indflydelse på flyvingers effektivitet                                                       | Gladsaxe Gymnasium                | EUCYS, ISEF             |
| 2. præmie  | Yasmin El Youssef                                               | Anti-wrinkle hudcreme af æbleskræl                                                                         | Teknisk Gymnasium Lolland-Falster | BAST                    |
| 3. præmie  | Jonas Hannibal Møller, Anna Venø Liljegren og Ida Nørrung Ploug | Optimering af systemdesign ved tidligere generationer af insulinpumper med brug af peptidhormonet glukagon | Gefion Gymnasium                  | Young Scientists Norway |

### 2018

#### Physical Science
| Præmiering | Deltager(e)                  | Projekttitel                                         | Skole                       | Rejsepræmier |
| ---------- | ---------------------------- | ---------------------------------------------------- | --------------------------- | ------------ |
| 1. præmie  | Kasper Fredenslund           | Neurale netværk til detektion af elementær partikler | Ringkøbing Gymnasium        | EUCYS, ISEF  |
| 2. præmie  | Silke Sofia Dainese          | Metoder til udforskelse af exoplaneter               | Århus Statsgymnasium        | Mostratec    |
| 3. præmie  | Carl August Gjerris Hartmann | Numerical methods in dynamical systems               | NEXT Sukkertoppen Gymnasium | BYSCC        |
| 4. præmie  | Mikael Lindmark Moesgaard    | Lyrik: Et Matematisk System af Lingvistik            | Munkensdam Gymnasium        | CASTIC       |

#### Life Science
| Præmiering               | Deltager(e)                                                   | Projekttitel                                                                    | Skole                           | Rejsepræmier            |
| ------------------------ | ------------------------------------------------------------- | ------------------------------------------------------------------------------- | ------------------------------- | ----------------------- |
| 1. præmie, samlet vinder | Frederik Gade                                                 | Interaktom-kortlægnings anvendelser                                             | Odense Tekniske Gymnasium       | EUCYS, ISEF             |
| 2. præmie                | Mathilde Louise Bagger                                        | Målretning af immunterapi                                                       | Bagsværd Kostskole og Gymnasium | CASTIC                  |
| 3. præmie                | Klara Viola Frænde Koch, Amalie Lerke Hess &og Jacob Paskesen | Det franske paradoks: Ostebaseret kost og mindsket risiko for hjertekarsygdomme | Birkerød Gymnasium              | Young Scientists Norway |
| 4. præmie                | Mette Marie Skjøtt Rasmussen og Amanda Christensen            | Heterogen katalyse                                                              | Tradium HTX                     |                         |
| 4. præmie                | Caroline Thyssen Petersen                                     | Fremtidens antibiotika. Det 21. århundredes vigtigste lægemiddel                | Ribe Katedralskole              | BYSCC                   |

#### Technology
| Præmiering | Deltager(e)                                                                   | Projekttitel                       | Skole                     | Rejsepræmier |
| ---------- | ----------------------------------------------------------------------------- | ---------------------------------- | ------------------------- | ------------ |
| 1. præmie  | Katrine Markøw og Christian Buur Kej                                          | SafeSwim                           | Odense Tekniske Gymnasium | ISEF         |
| 2. præmie  | Stine Schroll Kærgaard, Katrine Strandby Henriksen og Mille-Marie Find Jensen | Parstem - ergonomisk hæklenål      | Odense Tekniske Gymnasium | Mostratec    |
| 3. præmie  | Bjarke Almer Frederiksen                                                      | Væskekøling med suspenderet grafen | HTX Køge                  | CASTIC       |

### 2017

#### Physical Science
| Præmiering               | Deltager(e)            | Projekttitel                                                                                              | Skole                       | Rejsepræmier            |
| ------------------------ | ---------------------- | --- | --------------------------- | ----------------------- |
| 1. præmie, samlet vinder | Gustav Møller Grimberg | Brug af komparative entropianalyser til datering og kvantificering af historiske divergenser mellem sprog | Vibenshus Gymnasium         | EUCYS, BYSCC            |
| 2. præmie                | Benjamin Muntz         | Atomer i fire dimensioner                                                                                 | H.C. Ørsted Gymnasiet       | ISEF                    |
| 3. præmie                | Martin C. Brodersen    | Modellering Af Solens Differentiale Rotation                                                              | Alssundgymnasiet Sønderborg | CASTIC                  |
| 3. præmie                | Joakim Asger Færgeman  | Ny metode til bestemmelse af øvre grænser i Ramsey-teori                                                  | Alssundgymnasiet Sønderborg | CASTIC                  |
| 4. præmie                | Anna Bindel            | Differentiering af Hæmatopoietiske stamceller                                                             | Virum Gymnasium             | Young Scientists Norway |

#### Life Science
| Præmiering | Deltager(e)             | Projekttitel                             | Skole                           | Rejsepræmier |
| ---------- | ----------------------- | ---------------------------------------- | ------------------------------- | ------------ |
| 1. præmie  | Emil Lenzing            | Non invasiv kræftdiagnostik              | Bagsværd Kostskole og Gymnasium | ISEF         |
| 2. præmie  | Louise Kjøller Olsen    | Zika og mikrocenfali                     | Bagsværd Kostskole og Gymnasium | CASTIC       |
| 3. præmie  | Tobias Bertram Petersen | Bæredygtiggørelse af medicinalindustrien | Borupgaard Gymnasium            | I-SWEEEP     |
| 4. præmie  | Luise Bach Poulsen      | Nye veje til nedbrydning af plastik      | Ribe Katedralskole              | I-SWEEEP     |

#### Technology
| Præmiering | Deltager(e)                                               | Projekttitel                                     | Skole                                 | Rejsepræmier |
| ---------- | --------------------------------------------------------- | ------------------------------------------------ | ------------------------------------- | ------------ |
| 1. præmie  | Christian Welinder, Mathias Christensen og Trine Simonsen | Breather Company                                 | Odense Tekniske Gymnasium             | Mostratec    |
| 2. præmie  | Julie Kjær                                                | Insekter som fremtidens bæredygtige proteinkilde | Nordsjællands Grundskole og Gymnasium | ISEF         |

### 2016

#### Physical Science
| Præmiering | Deltager(e)           | Projekttitel                                    | Skole                 | Rejsepræmier   |
| ---------- | --------------------- | ----------------------------------------------- | --------------------- | -------------- |
| 1. præmie  | Esben Juel Porat      | Model for rumskrots fald gennem atmosfæren      | Århus Statsgymnasium  | ISEF, I-SWEEEP |
| 2. præmie  | Benjamin Muntz        | 3D modellering af perpendikulære spiralgalakser | H.C. Ørsted Gymnasiet | Mostratec      |
| 3. præmie  | Morten Skovlund Holst | Forskydning af sortlegmestråling som konsekvens | Rønde Gymnasium       | BYSCC          |
| 4. præmie  | Christina Friis       | Chokoladens mange egenskaber og anvendelser     | Viby Gymnasium og HF  | CASTIC         |

#### Life Science
| Præmiering               | Deltager(e)                  | Projekttitel                                                                         | Skole                           | Rejsepræmier                      |
| ------------------------ | ---------------------------- | ------------------------------------------------------------------------------------ | ------------------------------- | --------------------------------- |
| 1. præmie, samlet vinder | Frederikke Engesgaard        | Kan vi ved hjælp af of-CS og rVAR2 opdage kræft tidligere?                           | Nørresundby Gymnasium og HF     | EUCYS, ISEF                       |
| 2. præmie                | Maja Louise Hansen           | Malaria                                                                              | Bagsværd Kostskole og Gymnasium |                                   |
| 3. præmie                | Anna Hvarregaard Christensen | Differentiel methylering af apoptoserelaterede gener i Systemisk Lupus Erythematosus | Aarhus Katedralskole            | CASTIC                            |
| 4. præmie                | Christian Jonas Peifer       | Kemisk og matematisk analyse af BZ-reaktionen                                        | Ingrid Jespersens Gymnasieskole | CASTIC                            |
| 4. præmie                | Caroline Ledertoug Kahn      | Undersøgelse af faunaen i Sydgrønlandske farvande                                    | Borupgaard Gymnasium            | I-SWEEEP, Young Scientists Norway |

#### Technology
| Præmiering | Deltager(e)                      | Projekttitel                                                                 | Skole                     | Rejsepræmier |
| ---------- | -------------------------------- | ---------------------------------------------------------------------------- | ------------------------- | ------------ |
| 1. præmie  | Anders Østerby og Vincent Olesen | SafeBike - Interaktiv Cykel Gadget                                           | Odense Tekniske Gymnasium | ISEF         |
| 2. præmie  | Ivan Doudka                      | "Find Holger": En bedre tilgang til placeringens genkendelse fra fotografier | ScienceTalenter           | Mostratec    |
| 3. præmie  | Morten Skovlund Holst            | Forskydning af sortlegmestråling som konsekvens                              | Rønde Gymnasium           | BYSCC        |

### 2015

#### Physical Science
| Præmiering               | Deltager(e)     | Projekttitel                                                              | Skole                       | Rejsepræmier  |
| ------------------------ | --------------- | ------------------------------------------------------------------------- | --------------------------- | ------------- |
| 1. præmie, samlet vinder | Lasse Voss      | Supernova Type 1a                                                         | Alssundgymnasiet Sønderborg | EUCYS, CASTIC |
| 2. præmie                | Camilla Merrild | Solens rotation                                                           | Alssundgymnasiet Sønderborg | BYSCC         |
| 3. præmie                | Anna Puggaard   | Optimering af svømning                                                    | Herlev Gymnasium og HF      | ISEF          |
| 4. præmie                | Jonathan Frank  | Modellering af et system til sortering af elektrisk og elektronisk affald | Odense Tekniske Gymnasium   |               |

#### Life Science
| Præmiering | Deltager(e)                                     | Projekttitel                        | Skole                         | Rejsepræmier            |
| ---------- | ----------------------------------------------- | ----------------------------------- | ----------------------------- | ----------------------- |
| 1. præmie  | Kristopher Torp                                 | Enantioselektiv Syntese af Warfarin | Egå Gymnasium                 | Mostratec               |
| 2. præmie  | Kresten Blæsbjerg og Carina Thusgaard Refsgaard | Mastitis i kvægbesætning            | HTX Holstebro                 | EXPO                    |
| 3. præmie  | Victoria Sværke Rasmussen                       | Psoriasis                           | Roskilde Katedralskole        | BYSCC                   |
| 4. præmie  | Klara Elise Nygaard                             | Oscillerende reaktioner             | Frederikshavn Gymnasium og HF | Young Scientists Norway |

#### Technology
| Præmiering | Deltager(e)                                           | Projekttitel           | Skole                     | Rejsepræmier |
| ---------- | ----------------------------------------------------- | ---------------------- | ------------------------- | ------------ |
| 1. præmie  | Sebastian Sommerstedt Andresen og Kamilla Pedersen    | MemoLid                | Odense Tekniske Gymnasium |              |
| 2. præmie  | Mathias Grønne, Søren Skaarup og Martin Juel Winthers | Pille doseringsmaskine | Viborg tekniske Gymnasium | CASTIC       |
| 3. præmie  | Gabriel Damsholt                                      | Segway                 | ScienceTalenter           | Mostratec    |
| 4. præmie  | Nikolaj Rønne                                         | Solpæren               | ScienceTalenter           |              |

### 2014

#### Physical Science
| Præmiering | Deltager(e)                                                                       | Projekttitel                                               | Skole                       | Rejsepræmier            |
| ---------- | --------------------------------------------------------------------------------- | ---------------------------------------------------------- | --------------------------- | ----------------------- |
| 1. præmie  | Peter Michael Reichstein Rasmussen, Frederik Ravn Klausen og Sebastian Tim Holdum | Om potensen af primdivisorer i midterbinomialkoefficienten | Københavns Universitet      | CASTIC                  |
| 2. præmie  | Kristian Lotzkat                                                                  | Månens kratere                                             | Alssundgymnasiet Sønderborg | Mostratec               |
| 3. præmie  | Sanne Lorenzen og Daniel Mouritzen                                                | Galakser og mørkt stof                                     | Alssundgymnasiet Sønderborg | Young Scientists Norway |
| 4. præmie  | Jakob Dalsgaard Thøstesen og Daniel Kongsgaard                                    | El gamal-kryptering vha. Edwardskurver                     | Silkeborg Gymnasium         | INESPO                  |

#### Life Science
| Præmiering | Deltager(e)                                                                         | Projekttitel                                                                                         | Skole             | Rejsepræmier     |
| ---------- | ----------------------------------------------------------------------------------- | --- | ----------------- | ---------------- |
| 1. præmie  | Christian Sindrup                                                                   | A study of the use of Lobeline Analogues as Pharmaceutical Drugs against Nicotine Dependence         | Herlufsholm Skole | EUCYS, Mostratec |
| 2. præmie  | Steffen Skindbjerg Pedersen, Emil Aare Sørensen og Johan Frederik Schou Christensen | Undersøgelse af Enterococcus faecium og Bifidobacterium longums evne til at bekæmpe Escherichia coli | ScienceTalenter   | I-SWEEEP         |
| 3. præmie  | Albert Fuglsang-Madsen                                                              | Biologisk Hårfarvning                                                                                | ScienceTalenter   | I-SWEEEP         |
| 4. præmie  | Søren Strandskov Sørensen                                                           | Hydrogenlagring i Alkalijordmetaldopet C60                                                           | ScienceTalenter   | BYSCC            |

#### Technology
| Præmiering               | Deltager(e)                                                    | Projekttitel                                    | Skole                     | Rejsepræmier |
| ------------------------ | -------------------------------------------------------------- | ----------------------------------------------- | ------------------------- | ------------ |
| 1. præmie, samlet vinder | Emil Bülow                                                     | En funktionel, billig bionisk hånd med følelser | ScienceTalenter           | EUCYS, ISEF  |
| 2. præmie                | Martin Søndergaard Andersen og Anne Kathrine Aagaard Thomsen   | PrimaryDrones                                   | ScienceTalenter           | BYSCC        |
| 3. præmie                | Simon Buse, Casper Rasmussen og Jeppe Langaa                   | Pull Easy                                       | Odense Tekniske Gymnasium |              |
| 4. præmie                | Victor Domanyi Bertelsen, Jeppe Mikkelsen og Peter Christensen | Høretelefonbeholder                             | Odense Tekniske Gymnasium |              |

## Vindere af Unge Forskere Junior
Vindere fra Unge Forskere Senior er arkiveret siden 2014. Unge Forskere Junior er inddelt i tre kategorier: Phyiscal Science, Life Science og Technology.

### 2021

#### Physical Science
| Præmiering | Deltager(e)                                           | Projekttitel                  | Skole                       |
| ---------- | ----------------------------------------------------- | ----------------------------- | --------------------------- |
| 1. præmie  | Anders Lendal Holm og Theodor Anton Sivager           | Remote Energy                 | Skt. Josefs Skole, Roskilde |
| 2. præmie  | Gustav Larsson Eg og Jakob Honoré                     | Fusionsenergi og vejen dertil | Mølleskolen                 |
| 3. præmie  | Emilie de Neergaard Ravn og Kirstine Ingeborg Nielsen | Kan tøj laves af majs         | Skals Efterskole            |

#### Life Science
| Præmiering | Deltager(e)                                       | Projekttitel                       | Skole               |
| ---------- | ------------------------------------------------- | ---------------------------------- | ------------------- |
| 1. præmie  | Gustav Kvist                                      | Jeg gider ikke alt det pis         | Ryomgaard Realskole |
| 2. præmie  | Louise Nielsen, Vanessa Okonkwo og Sine Jørgensen | Revlehulssensoren                  | Gribskolen          |
| 3. præmie  | Noah Bach Andersen                                | Muslinge-pillen                    | Erritsø Fællesskole |
| 4. præmie  | William Hoffmann Johnsen                          | Regnormen - et vigtigt og sejt dyr | Ådalskolen Bohr     |

#### Technology
| Præmiering               | Deltager(e)                                | Projekttitel        | Skole                    |
| ------------------------ | ------------------------------------------ | ------------------- | ------------------------ |
| 1. præmie, samlet vinder | Freja Weiss Nielsen                        | Kunst uden fodspor  | Erritsø Fællesskole      |
| 2. præmie                | Signe Weiss Nielsen                        | Fra STØJ til ENERGI | Erritsø Fællesskole      |
| 3. præmie                | Peter Stubkjær Jensen og Laust Bach Møller | Biomile             | Venø Efterskole          |
| 4. præmie                | Jonas Damborg Pedersen                     | Python web scraper  | Venø Efterskole          |
| 4. præmie                | Oliver Juel Andersen                       | Rivercycle          | Himmerlands Ungdomsskole |

### 2020

#### Physical Science
| Præmiering               | Deltager(e)                                | Projekttitel                         | Skole                       |
| ------------------------ | ------------------------------------------ | ------------------------------------ | --------------------------- |
| 1. præmie, samlet vinder | Alexander Mathias Winkler                  | Violinens Lyd                        | Skt. Josefs Skole, Roskilde |
| 2. præmie                | Elvira Griff Blom-Hanssen og Anton Boiesen | Den matematiske boomerang            | Skt. Josefs Skole, Roskilde |
| 3. præmie                | Jeppe Grauert Krat                         | Sikkerhedsfaktor for foilende joller | Krogårdskolen               |

#### Life Science
| Præmiering | Deltager(e)                                 | Projekttitel                                                          | Skole                       |
| ---------- | ------------------------------------------- | --------------------------------------------------------------------- | --------------------------- |
| 1. præmie  | Anders Lendal Holm og Theodor Anton Sivager | FREKVENSFARM                                                          | Skt. Josefs Skole, Roskilde |
| 2. præmie  | Frida Holmskov og Sigrid Westh              | Kabelbakterier og deres evne til at beskytte havgræsrødder mod sulfid | Trekronerskolen             |
| 3. præmie  | Silje Sand Dalengaard                       | Glukødse                                                              | Vinding Skole               |
| 4. præmie  | Viktor Mølborg Ledet                        | Oregano: Et krydret antibiotika                                       | Tibberupskolen              |
| 4. præmie  | Nanna Kalmar                                | Lydbølger - det nye antibiotika?                                      | Ryomgaard Realskole         |

#### Technology
| Præmiering | Deltager(e)                                                         | Projekttitel                       | Skole                       |
| ---------- | ------------------------------------------------------------------- | ---------------------------------- | --------------------------- |
| 1. præmie  | Magnus Alliverti Nyegaard og Elias Samir Saleem Ejam                | Det bæredygtige bundsikringslag    | Skt. Josefs Skole, Roskilde |
| 2. præmie  | Katrine Krogh Madsen, Cecilie Stæhr Vest og Amalie Caroline Duelund | Stomiposer og lyskilders effekttab | Skt. Josefs Skole, Roskilde |
| 3. præmie  | Freja Jess Christensen                                              | Brandmandsdragt                    | Kerteminde Efterskole       |
| 4. præmie  | Thora Kjærsgaard                                                    | Det rigtige trafiklys              | Skt. Josefs Skole, Roskilde |

### 2019

#### Physical Science
| Præmiering | Deltager(e)                                              | Projekttitel                                                               | Skole                       |
| ---------- | -------------------------------------------------------- | -------------------------------------------------------------------------- | --------------------------- |
| 1. præmie  | Jeppe Grauert Krat, Lucas Norlander og Anders Ravn Olsen | Blind Vision - En ny måde at se                                            | Krogårdskolen               |
| 2. præmie  | Adam Bøgelund Hansen                                     | Den ideelle halfpipe                                                       | Skt. Josefs Skole, Roskilde |
| 3. præmie  | Nicoline Rengtved Lundegaard, Cecilie Pinholdt           | Asfalts farve og refleksion - et bidrag til at reducere global opvarmning? | Trekronerskolen             |

#### Life Science
| Præmiering               | Deltager(e)                                                 | Projekttitel                                 | Skole                       |
| ------------------------ | ----------------------------------------------------------- | -------------------------------------------- | --------------------------- |
| 1. præmie, samlet vinder | Emma Weiss Nielsen                                          | MUHSIK - et produktivitetsoptimerende middel | Erritsø Fællesskole         |
| 2. præmie                | Anna Louise Lendal Holm, Filuca Krebs og Freja Johansen     | Bio-bind                                     | Skt. Josefs Skole, Roskilde |
| 3. præmie                | Degania Laura S. Feig, Sarah B. H. Brich og Sander Pedersen | Reduktion af biluheld med hjorte involveret  | Rønde Skole                 |
| 4. præmie                | Mathias van Beest, Lucas Filbert                            | Vandopløseligt cigaretfilter                 | Sydvestjyllands Efterskole  |
| 4. præmie                | Lucas Nordenkjær                                            | ReXpire                                      | Nordborg Slots Efterskole   |

#### Technology
| Præmiering | Deltager(e)                                                          | Projekttitel                                                | Skole                           |
| ---------- | -------------------------------------------------------------------- | ----------------------------------------------------------- | ------------------------------- |
| 1. præmie  | Bertram Madsen og Thomas Brene Jepsen                                | NoPass                                                      | Bagsværd Kostskole og Gymnasium |
| 2. præmie  | Anders Bojesen Larsen, Victor Schjerning og Frederik Aagaard Nielsen | Ortus                                                       | Nordborg Slots Efterskole       |
| 3. præmie  | Peter Sensbery Bune Madsen, Magnus Juhl Hansen                       | Naturligt komposit                                          | Skals Efterskole                |
| 4. præmie  | Frederikke Kalmar, Nanna Kalmar                                      | Udendørs nulenergikøleskab: Jordafkøling, vakuum og UVC-lys | Ryomgaard Realskole             |

### 2018

#### Physical Science
| Præmiering               | Deltager(e)       | Projekttitel                         | Skole                       |
| ------------------------ | ----------------- | ------------------------------------ | --------------------------- |
| 1. præmie, samlet vinder | Frederikke Kalmar | "Lad mig gætte hvor gammel du er..." | Ryomgaard Realskole         |
| 2. præmie                | Johannes Hansen   | En klar vej                          | Skt. Josefs Skole, Roskilde |

#### Life Science
| Præmiering | Deltager(e)                                               | Projekttitel                                  | Skole                          |
| ---------- | --------------------------------------------------------- | --------------------------------------------- | ------------------------------ |
| 1. præmie  | Emil Lave Konge, Felix Kristensen og Villads Tobias Schou | Mindre stangtøj mere tangtøj - fremtidens tøj | Flakkebjerg Efterskole         |
| 2. præmie  | Anders Ravn Olsen, Jeppe Grauert Krat og Lucas Norlander  | Saltvand til drikkevand                       | Krogårdskole                   |
| 3. præmie  | Anna Ward Glarfort og Lea Linda Bejning Andersen          | Alternativt Landbrug                          | Gribskolen                     |
| 3. præmie  | Jens Phillip og Malte                                     | Microplast                                    | Lindebjergskolen               |
| 4. præmie  | Anna Marie Gjørret, Cecilie Myrup og Inge-Marie Ørneborg  | Powerdrik                                     | Bagsværd Kostskole & Gymnasium |

#### Technology
| Præmiering | Deltager(e)                                                                 | Projekttitel                                  | Skole                           |
| ---------- | --------------------------------------------------------------------------- | --------------------------------------------- | ------------------------------- |
| 1. præmie  | Oliver Terp Munck, Felix Falck Jacobsen og Jens Kofoed                      | idly                                          | Nordborg Slots Efterskole       |
| 2. præmie  | Sebastian Lohmann Rasmussen, Mads Frederik Poulsen og Albert Vigsoe Poulsen | PACEr - Behandlet plast som additiv til beton | Bagsværd Kostskole og Gymnasium |
| 3. præmie  | Bjørn Drachmann, Magnus Bach Andersen og Simon Iversen                      | Infignis                                      | Nordborg Slots Efterskole       |
| 4. præmie  | Lucas von Wovern og Lukas Bak Aastrup                                       | MoWaCo                                        | Bistrupskolen                   |
| 4. præmie  | Alexander Jensen                                                            | Support suit                                  | Flakkebjerg Efterskole          |

### 2017

#### Physical Science
| Præmiering | Deltager(e)                                      | Projekttitel         | Skole                       |
| ---------- | ------------------------------------------------ | -------------------- | --------------------------- |
| 1. præmie  | Emma Wu Hong Gjaldbæk Køhler og Anna Vase Olesen | Matte solceller      | Skt. Josefs Skole, Roskilde |
| 2. præmie  | Marius Kjærsgaard                                | Marius "Tanker"      | Roskilde Ungdomsskole       |
| 3. præmie  | Anton Møller Nielsen                             | Det perfekte indkast | Trekronerskolen             |

#### Life Science
| Præmiering | Deltager(e)                                                        | Projekttitel                                   | Skole                       |
| ---------- | ------------------------------------------------------------------ | ---------------------------------------------- | --------------------------- |
| 1. præmie  | Tais Christian Poulsen                                             | Alternativer til kød                           | Flakkebjerg Efterskole      |
| 2. præmie  | Juliane Plagborg Bak Sørensen                                      | Nedbrydning af polysaccharider ved brug af lys | Bohrskolen                  |
| 3. præmie  | Karoline Mathilde Haugaard, Malgorzata Choma og Thea Ravnsbæk Bode | Mikrobielle transplantationer mellem svin      | Nordborg Slots Efterskole   |
| 3. præmie  | Mathilde Heisel White, Stella Hjort Frøik Petersen & Malou Skriver | Kondenseringssystem                            | Skt. Josefs Skole, Roskilde |

#### Technology
| Præmiering               | Deltager(e)                                            | Projekttitel                                       | Skole           |
| ------------------------ | ------------------------------------------------------ | -------------------------------------------------- | --------------- |
| 1. præmie, samlet vinder | Olivia Rygaard-Hjalsted og Ayumi Mayer                 | Polisea                                            | Bistrupskolen   |
| 2. præmie                | Helene Philippa Kaas og Silvia Ooi Topholm             | Plastiksvampe                                      | Rungsted Skole  |
| 3. præmie                | Sofie Bisgaard                                         | Solceller                                          | Trekronerskolen |
| 4. præmie                | Jakob Rousgaard Christensen, Mikkel Gade og Sofie Vang | Tang - et miljørigtigt alternativ til biobrændstof | Hurup Skole     |

### 2016

#### Physical Science
| Præmiering | Deltager(e)                                                 | Projekttitel                                   | Skole                           |
| ---------- | ----------------------------------------------------------- | ---------------------------------------------- | ------------------------------- |
| 1. præmie  | Marius Kjærsgaard                                           | Generel formel for beregninger vedr. fraktaler | Skt. Josefs Skole, Roskilde     |
| 2. præmie  | Alfred Mikkelsen                                            | KIC 8462852                                    | Præstemarkskolen                |
| 3. præmie  | Mads Nørløv Bundgaard                                       | Fibre Optic Electricity                        | Skt. Josefs Skole, Roskilde     |
| 3. præmie  | Simon Jensen, Mille Emilie Maris og Tristen Viberg-Holde    | Mikrofilter                                    | Antvorskov Skole                |
| 4. præmie  | Emilie Munk, Esther Holst Øksnebjerg og Lukas Birch Søgaard | Den grønne pizzabakke                          | Bagsværd Kostskole og Gymnasium |

#### Life Science
| Præmiering               | Deltager(e)                                                              | Projekttitel                                                            | Skole                       |
| ------------------------ | ------------------------------------------------------------------------ | ----------------------------------------------------------------------- | --------------------------- |
| 1. præmie, samlet vinder | Frederikke Uldahl                                                        | Sammenhæng mellem akne-behandling og resistensudvikling mod Tetracyklin | Kirkebakkeskolen            |
| 2. præmie                | Jakob List Hummelgaard, Jakob Moltesen Kristensen og Emre Daniel Akdogan | Grises tarmflora                                                        | Vitaskolen                  |
| 3. præmie                | Charlotte Høy Andersen                                                   | GlutenFRI kontra fuldkorn                                               | Ryslinge Efterskole         |
| 4. præmie                | Villads Lekander Trautner og Peter Bjørn Reisby                          | Astma Power Ventilator                                                  | Skt. Josefs Skole, Roskilde |

#### Technology
| Præmiering | Deltager(e)                                                             | Projekttitel                  | Skole                       |
| ---------- | ----------------------------------------------------------------------- | ----------------------------- | --------------------------- |
| 1. præmie  | Andreas Klit, Lærke Voldby Jozwiak og Cecilie Demant Thorndahl Petersen | Anti-dehydreringskoppen       | Antvorskov Skole            |
| 2. præmie  | Emma Køhler og Anna Olesen                                              | Smartphone klimacover         | Skt. Josefs Skole, Roskilde |
| 3. præmie  | Malou Skriver og Stella Hjort Frøik Petersen                            | Ventilationssystem i kostalde | Skt. Josefs Skole, Roskilde |

### 2015

#### Physical Science
| Præmiering               | Deltager(e)                                          | Projekttitel                            | Skole                           |
| ------------------------ | ---------------------------------------------------- | --------------------------------------- | ------------------------------- |
| 1. præmie, samlet vinder | Mikael Lindmark Moesgaard                            | Rektangelrokeringer                     | Kolding Realskole               |
| 2. præmie                | Erik Bak, Nikolaj Linde og Kasper Alsted             | Anti-drag wing                          | Bagsværd Kostskole og Gymnasium |
| 3. præmie                | Malli Segoli, Julie K. Korsgaard og Emilie K. Schade | Solceller under vand                    | Trekronerskolen                 |
| 4. præmie                | Thorbjørn Ledet Maagaard og Lukas Balderlou Jensen   | Linseteleskopet - et billigt alternativ | Hornbæk Skole                   |

#### Life Science
| Præmiering | Deltager(e)                                           | Projekttitel                  | Skole                         |
| ---------- | ----------------------------------------------------- | ----------------------------- | ----------------------------- |
| 1. præmie  | Kathrine Henriksen, Julie Haugaard og Amalie Rosendal | Projekt Mæljø                 | Brenderup og Omegns Realskole |
| 2. præmie  | Jacob Zancho Lunddahl Andresen                        | Adaptive laboratory evolution | Rungsted Skole                |
| 3. præmie  | Emil Husum                                            | Alger - det grønne guld       | Ådalskolen                    |
| 4. præmie  | Marie Kragh, Nadja Kristensen og Mikkel Maris         | En sundere burger             | Antvorskov Skole              |

#### Technology
| Præmiering | Deltager(e)                                              | Projekttitel                      | Skole                       |
| ---------- | -------------------------------------------------------- | --------------------------------- | --------------------------- |
| 1. præmie  | Richard Borodin Schmidt                                  | RIC-bilen                         | Rungsted Skole              |
| 2. præmie  | Rebecca Lau Hansen, Simon B. Mahnkopf og Yakup Karabulut | Velfærdsteknologisk deltarobotarm | Antvorskov Skole            |
| 3. præmie  | Joakim Palmqvist                                         | Fiske forrådnelsessensor          | Skt. Josefs Skole, Roskilde |
| 4. præmie  | Emil Toft, Thomas Gandrup Sørensen og Omran El-Habet,    | Fremtidens kassesystem            | Antvorskov Skole            |

### 2014
Underkategorier i Junior-kategorien blev først indført i 2015.
| Præmiering | Deltager(e)                                                                           | Projekttitel                          | Skole                                 |
| ---------- | ------------------------------------------------------------------------------------- | ------------------------------------- | ------------------------------------- |
| 1. præmie  | Emre Akdogan, Jakob Moltesen Kristensen og Jakob Hummelgaard                          | Poly-ethylene                         | Ådalskolen                            |
| 2. præmie  | Miriam Blom Dieu, Cecilie Thomsen og Mikkel Emil Maris                                | Gennemsigtig Sikkerhed                | Antvorskov Skole                      |
| 2. præmie  | Helena-Céline Arøe Stevels, Nicolai Riisbjerg Jørgensen og Simon Stuhr Harder Carlsen | Konstellationsdiagrammer              | Bagsværd Kostskole og Gymnasium       |
| 3. præmie  | Søren Pedersen og Line Fertig                                                         | Automatisk Kaninfodermaskine          | Vonsild Skole                         |
| 3. præmie  | Tobias Tophøj Johansen                                                                | Det binære talsystem                  | Dalby Skole                           |
| 3. præmie  | Alexander Søe Andersen og Valdemar Christian Bille-Lauridsen                          | Bioolie og plastik                    | Rungsted Skole                        |
| 4. præmie  | Lise Anna Bruun                                                                       | Mikroplastik                          | Rungsted Skole                        |
| 4. præmie  | Julie Haugaard og Mathilde Illum                                                      | Greenergy                             | Brenderup og Omegns Realskole         |
| 4. præmie  | Emil Husum                                                                            | Enzymatisk nedbrydning af kulhydrater | Ådalskolen                            |
| 4. præmie  | Mie Ibsen og Markus Guldager                                                          | Kometer                               | Nordsjællands Grundskole og Gymnasium |

## Ekstern henvisning
- Unge forskere